# 胡志明陵墓保衛司令部
胡志明陵墓保衛司令部，又名第969團（Đoàn 969／團969），直屬於越南國防部，是越南政府的胡志明主席陵墓管理委員會的專門配屬機構。